# Eurosia fuscipunctata
Eurosia fuscipunctata là một loài bướm đêm thuộc phân họ Arctiinae, họ Erebidae.